# 周吉 (演员)
周吉（罗马拼音：Chow Gat，1921年—1983年5月21日），男，香港电影演员。音樂人周啟生之父。

## 生平
周吉於1921年生於香港，曾經任職昔日位於樂富邨23座的五邑張祝珊學校上午校教師，教授美術及中文。之後加入電影行業，成為上世紀五、六十年代香港粤語電影當紅配角，曾在1957年電影版《啼笑姻緣》中飾演江湖藝人。50年代至60年代，是其電影事業輝煌時代，在這期間，他拍了多部黃飛鴻電影系列的作品和不少喜劇片。由於其老練多計的形象而多次飾演師爺的角色，例如《黃飛鴻義救賣魚燦》（1956）、《黃飛鴻橫掃小北江》（1956）、《神童奪寶》（1961）等。70年代加盟無線電視拍電視劇，參演多部劇集，包括《啼笑因緣》（1974）中演沈鳳喜之叔父。之後轉投麗的電視。1983年病逝。

## 家庭
周吉有六名子女。儿子周啟生为音樂人，活躍於80年代，他和周小君兩姊弟曾在2013年合辦演唱會。周啟生形容周吉持家有道，讓他無憂無慮生活；他們一家曾居於蘇屋邨，周吉曾任該邨屋民協會主席。周吉之妻周傅淑華於2017年病逝。孫兒周永恒曾當歌手。

## 代表作
周吉參演電影共332部，從早期黑白電影到後期彩色大銀幕，見證香港粤語電影的演化。著名作品包括《老夫子》(1965)、《老夫子與大蕃薯》(1966)、《白骨陰陽劍 (三集)》(1963)等等。

### 歌曲
- 經典金曲 - 周吉 高魯泉 戴偉光 - 滾財神 1969
- 經典金曲 - 高鲁泉 周吉 - 電影满天神佛歌曲 1969

## 參看
- 關德興
- 蕭芳芳
- 黃楚山
- 高魯泉